# Polisen i Strömstad
Polisen i Strömstad kallas de olika TV-serierna från 1980- och 1990-talet där polisen i Strömstad utredde brottslighet. Serierna är baserade på Gösta Unefäldts kriminalromaner och regisserades av Arne Lifmark. Serierna om Polisen i Strömstad sågs av miljonpublik när de sändes i TV. Serien fick också beröm från poliskåren för sin trovärdighet, man tyckte att serien speglade polisens vardag på ett bra sätt. Per Oscarsson  hade rollen som polischefen Gustaf Jörgensson. Riktigt folkkär blev Stefan Ljungqvist i rollen som den något tröge polismannen Evald Larsson, han som alltid missade pistolskytte-VM för poliser och som omedvetet löste seriens mordgåtor och blev allas hjälte.
Samtliga delar i serien återfinns på DVD utgiven av Pan Vision.

## Serierna
- 1982 - Polisen som vägrade svara
- 1984 - Polisen som vägrade ge upp
- 1988 - Polisen som vägrade ta semester
- 1993 - Polisen och domarmordet
- 1996 - Polisen och pyromanen

## Återkommande karaktärer
- Stefan Ljungqvist – polisman Evald Larsson
- Evert Lindkvist – Nils Gryt
- Alf Nilsson – Bo Kronborg
- Per Oscarsson – Gustav Jörgensson
- Sonny Johnson – polisman Kron / polisman Grahn
- Anders Jansson – Teknik-Johan
- Per Elam – Lagoma Karlsson
- Irma Erixson – Lisa Mattson